# Feelings (chanson de Morris Albert)
Pour les articles homonymes, voir Feelings.
Singles de Morris Albert
The Man From Nazareth
(1973) Sweet Loving Man
(1975)
Feelings est une chanson du chanteur brésilien Morris Albert. La chanson est sortie en 1974 en tant que single et incluse dans son premier album After We've Left Each Other. Les paroles de la chanson, reconnaissables à leur refrain « whoa whoa whoa », évoquent la fin d'une relation amoureuse et sont inspirées par une personnalité publique de Rio de Janeiro dont le musicien était platoniquement amoureux.
Elle rencontre un grand succès à l'international. Le succès de Feelings au Brésil résulte de son inclusion dans le feuilleton brésilien Corrida do Ouro en 1974. Au Brésil, le single s'est vendu à environ 300 000 exemplaires et a atteint la première place dans le hit-parade Grande Parada Brasil, publiée par le magazine Amiga. En 1975, Feelings atteint la 6e position du Billboard Hot 100 et la deuxième place du classement Easy Listening aux États-Unis, où il s'est vendu à trois millions d'exemplaires, ce qui a valu à Morris Albert un disque d'or certifié par la RIAA. Il se classe également dans le top 10 de divers autres pays. Tandis que cette chanson devient un standard, Mike Brant la popularise la même année en France en enregistrant le titre Dis-lui avec des nouvelles paroles en français signées Michel Jourdan. La chanson a également été reprise par environ 300 artistes, dont Caetano Veloso, Hervé Vilard, Julio Iglesias, Nina Simone, The Offspring, Walter Jackson.
En 1975, la chanson est nommée dans deux catégories des Grammy Awards (« chanson de l'année » et « meilleure prestation vocale pop masculine »). Feelings a fait l'objet d'un procès pour plagiat de la chanson Pour toi par le compositeur Loulou Gasté. En 1987, le tribunal fédéral de Manhattan attribue 88 % des droits de la chanson à Gasté et condamne Morris Albert à payer 500 000 dollars de dommages et intérêts. Gasté est aujourd'hui crédité comme co-auteur de la chanson. Morris Albert, bien que reconnaissant la similitude entre les deux mélodies, nie avoir copié le compositeur et a qualifié le procès d'« escroquerie ».

## Histoire

### Contexte

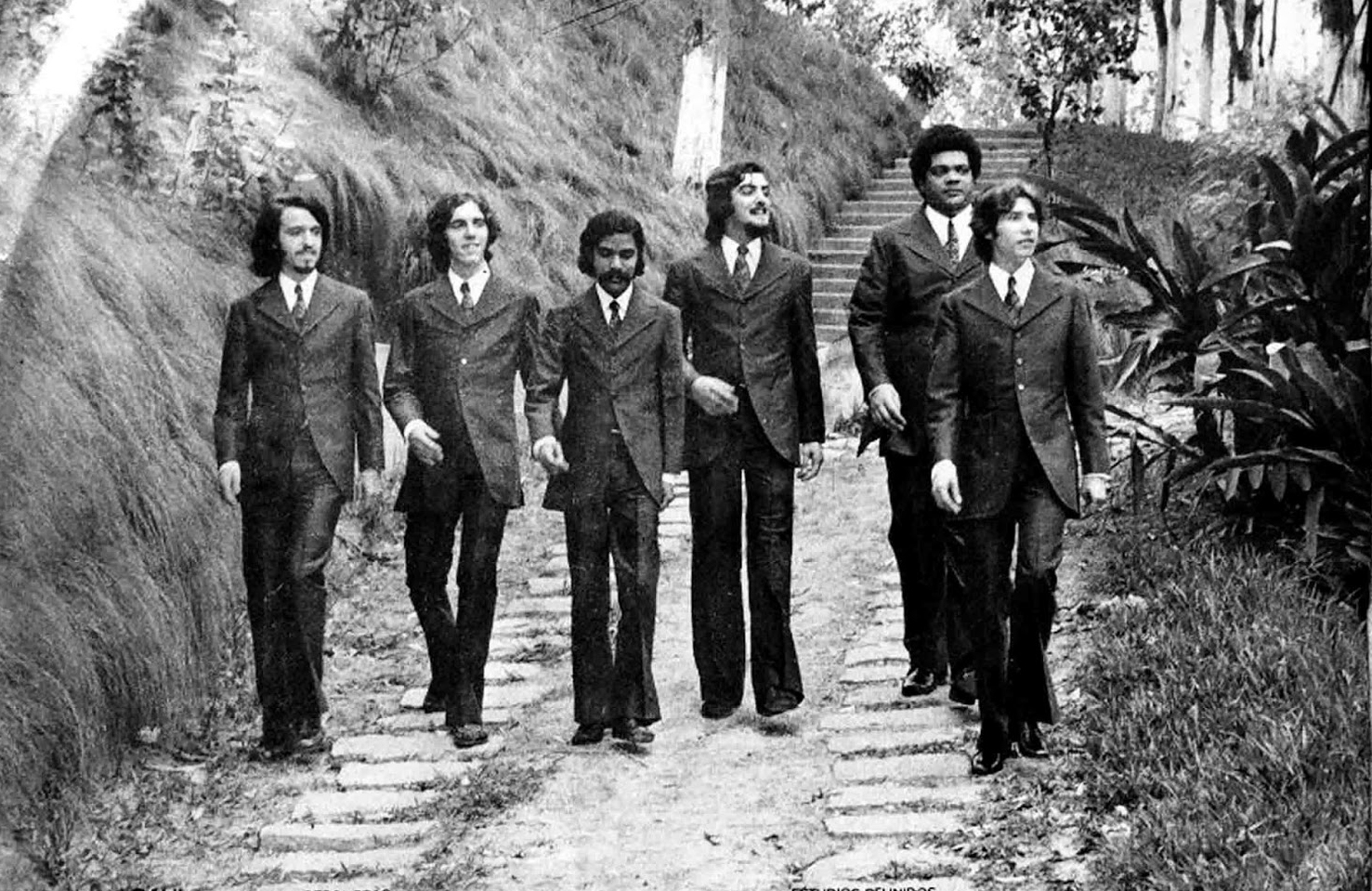
La base instrumentale de la chanson est enregistrée par les musiciens de studio Os Carbonos.

Après avoir finalisé les paroles de Feelings, Morris Albert les présente à Marcos Ficarelli, un assistant du département international de la maison de disques Copacabana qui venait d'être nommé au poste de représentant interne de United Artists. Bien qu'il ait fait l'éloge du morceau, Ficarelli affirme plus tard qu'il le trouve « un peu ordinaire, du genre que l'on a l'impression de l'avoir déjà entendu quelque part ». Dans une interview accordée en 2004 au journaliste Ricardo Miranda du magazine Istoé, Morris Albert explique que l'inspiration derrière Feelings était son « attirance platonique » pour une « belle Carioca » de 30 ans, et, sans qu'il cite son nom, est « une personnalité publique aujourd'hui ». 
Les sessions d'enregistrement de After We've Left Each Other, le premier album de Morris Albert, se déroulent entre la fin de 1973 et le milieu de 1974 au studio Reunidos, à São Paulo, sous la direction musicale de Talmo Scaranari. La base instrumentale de Feelings est enregistrée par le groupe de musiciens de session Os Carbonos (pt), à qui Albert demande de ne rien faire de lourd en raison du romantisme de la chanson, ce qui conduit le groupe à n'inclure que le piano, la contrebasse et la batterie, cette dernière étant jouée à l'aide d'un balai. Os Carbonos enregistrent également les chœurs,.

### Sortie et réception
L'album After We've Left Each Other sort en juin 1974 et, bien que Woman est la première chanson à connaître un certain succès, Feelings figure dans la bande originale de la telenovela brésilienne Corrida do Ouro (en) deux mois plus tard,,,, ce qui contribue à la faire entrer plus tard dans les hit-parades brésiliens. Une version espagnole enregistrée par Albert, intitulée Sentimientos (Dime lors des rééditions) sort en même temps dans plusieurs pays hispanophones du continent américain, tandis qu'une version de Feelings raccourcie de deux minutes et 58 secondes sort en 45 tours aux États-Unis.
Feelings rencontre rapidement un grand succès commercial dans le monde entier, ce qui provoque des difficultés pour organiser des concerts, dont le premier, au Brésil, se déroule à guichets fermés. Afin de promouvoir la chanson dans le monde entier, Morris Albert décide de s'installer à Los Angeles, où il rencontre personnellement des artistes tels que Frank Sinatra et Elvis Presley.

### Conflit sur la paternité de l'œuvre

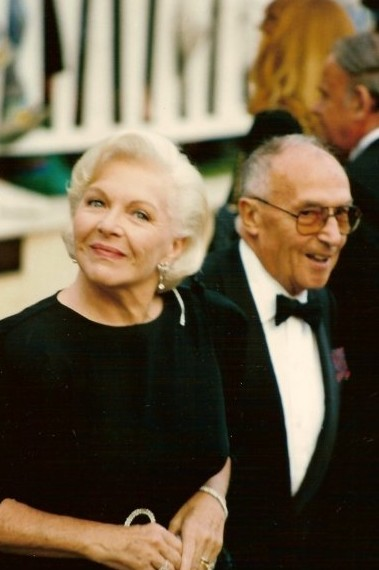
Line Renaud et Loulou Gasté, ce dernier gagne le procès pour plagiat contre Morris en 1987 et est actuellement reconnu comme compositeur de Feelings.

Au moment du succès commercial de Feelings, la chanson était uniquement attribuée à Morris Albert lui-même. Après avoir entendu la version enregistrée par Mike Brant, en 1975 ou en décembre 1977, le compositeur français Loulou Gasté découvre Feelings et affirme rapidement qu'il s'agit d'une copie plagiant la mélodie de sa chanson  Pour toi de 1956. Il découvre également que l'éditeur de la chanson de Morris Albert est Augusta Do Brazil, avec lequel il avait travaillé dans les années 1950 et 1960,,. Il tente à deux reprises d'intenter un procès pour atteinte au droit d'auteur contre Morris, sans succès. Une bataille juridique de sept ans s'ensuit, avec des experts musicaux désignés par les tribunaux américains pour examiner tous les enregistrements et les partitions à la recherche des moindres détails,. 
En 1987, Loulou Gasté prouve finalement sa paternité musicale en démontrant un détail précis, un accord particulier à la 47e mesure. Il réussit ensuite à obtenir d'un jury de la Cour fédérale de Manhattan que Morris Albert lui accorde 88 % du crédit de la chanson et qu'il le condamne à payer 500 000 dollars de dommages et intérêts,,. Les tribunaux américains reconnaissent finalement, le 11 juillet 1987, que Loulou Gasté est le compositeur légitime de la chanson Feelings, ce qui est définitivement confirmé après que la partie adverse tentait de faire appel, le 22 décembre 1988. Ils partagent désormais les droits d'auteur de la chanson, avait fait écouter Pour toi au chanteur. Albert, pour sa part, a reconnu la similitude entre les deux mélodies, mais a nié que le plagiat ait été intentionnel, qualifiant le procès intenté par le musicien français d'« escroquerie ». Dans une interview accordée au New York Times, Line Renaud, chanteuse et l'épouse de Gasté, déclare qu'elle n'avait aucune rancune à l'égard de Morris Albert et que « s'il est vraiment un grand talent international, il le prouvera encore ».

## Liste de titres
| A. | Feelings                   | Morris Albert, Loulou Gasté   | 3:46 |
| B. | This World Today Is A Mess | Danny Daniel, Donna Hightower | 2:53 |

| A. | Feelings  | Albert, Gasté | 3:46 |
| B. | Christine | Albert        | 2:50 |

| A. | Feelings                    | Morris Albert                  | 3:42 |
| B. | Ways of Fire / Boombamakaoo | Morris Albert, Phillip Carlson | 3:46 |

## Classements et certifications
| Classement (1974–76)                    | Meilleure position |
| --------------------------------------- | ------------------ |
| Afrique du Sud (Springbok Top 20)       | 5                  |
| Allemagne de l'Ouest (Media Control)    | 41                 |
| Australie (Kent Music Report)           | 5                  |
| Belgique (Flandre Ultratop 50 Singles)  | 13                 |
| Belgique (Wallonie Ultratop 50 Singles) | 6                  |
| Brésil (Amiga)                          | 1                  |
| Canada (Top Singles)                    | 18                 |
| Canada (Pop Music Playlist)             | 3                  |
| Espagne (AFE),                          | 1                  |
| États-Unis (Hot 100)                    | 6                  |
| États-Unis (Easy Listening)             | 2                  |
| États-Unis (Cash Box Top 100)           | 10                 |
| France (SNEP)                           | 19                 |
| Irlande (IRMA)                          | 5                  |
| Mexique (Ortiz),                        | 10                 |
| Nouvelle-Zélande (RMNZ)                 | 4                  |
| Pays-Bas (Nederlandse Top 40)           | 22                 |
| Pays-Bas (Nationale Hitparade)          | 16                 |
| Royaume-Uni (UK Singles Chart)          | 4                  |

| Classement (1975)              | Position |
| ------------------------------ | -------- |
| Australie (Kent Music Report)  | 88       |
| Brésil (Amiga)                 | 6        |
| Canada (Top Singles)           | 94       |
| États-Unis (Hot 100)           | 45       |
| États-Unis (Easy Listening)    | 8        |
| États-Unis (Cash Box Top 100)  | 23       |
| France (SNEP)                  | 83       |
| Royaume-Uni (UK Singles Chart) | 42       |

| Classement (1976)             | Position |
| ----------------------------- | -------- |
| Australie (Kent Music Report) | 86       |

| Région                                                                  | Certification | Ventes/Streams |
| ----------------------------------------------------------------------- | ------------- | -------------- |
| Canada (Music Canada)                                                   | Platine       | 150,000^       |
| États-Unis (RIAA)                                                       | Or            | 1 000 000^     |
| Royaume-Uni (BPI)                                                       | Argent        | 250 000^       |
| ^Mise en rayon selon la certification xNon précisé par la certification |               |                |

## Reprises et adaptations
La chanson a été reprise par environ 300 artistes,, dont Andy Williams, Bobby Vinton, Caetano Veloso, Céu, Dionne Warwick, Ella Fitzgerald, George Benson, Gretchen, Isaac Hayes, Johnny Mathis, José Feliciano, Julio Iglesias, Mike Brant (Dis-lui), Nina Simone, Paul Anka, Sammy Davis Jr, Sarah Vaughan, The Offspring, Tom Jones, Walter Jackson (en) ainsi que les orchestres de Paul Mauriat, Percy Faith et Ray Conniff. La reprise enregistrée par Walter Jackson est entrée dans deux classements musicaux américains, atteignant la 93e place du Billboard Hot 100 et à la 9e place du classement Hot Soul Songs, tandis que la version de Mike Brant, enregistrée en français, atteint la première place des classements en France et en Belgique francophone. La version de Caetano Veloso a figuré sur les bandes originales des télénovelas Começar de Novo en 2004 et de O Rebu en 2014.
Enregistrées en anglais (sauf mentions contraires), classées alphabétiquement, par, :
- 101 Strings (en) (1976, sur l'album Hits of Today and Other Hit Instrumentals)
- Vigon Bamy Jay (2013, sur l'album Les Soul Men)
- Shirley Bassey (1976, sur l'album Love Life and Feelings)
- Glen Campbell (1999, sur l'album My Hits and Love Songs)
- Percy Faith (instrumental) (1975, sur l'album Summer Place '76)
- Ferrante & Teicher (en) (instrumental) (1976, sur l'album Feelings)
- Ella Fitzgerald (en concert)
- Hi-Fi Set (en) (en japonais : Feeling) (1977)
- Engelbert Humperdinck (1991, sur l'album Coming Home)
- Julio Iglesias (1976, en concert)
- Walter Jackson (en) (1976, sur l'album Feeling Good)
- Johnny Mathis (1975, sur l'album Feelings)
- Aaron Neville (1984, sur l'album Make Me Strong)
- The Offspring (1998, sur l'album Americana)
- The O'Jays (1977, sur l'album Travelin' at the Speed of Thought)
- Sergueï Penkine (ru)
- Sakis Rouvas (en grec : Pes Tis ; en français : Dis-lui)
- Nina Simone (1976, au Festival de jazz de Montreux)[52]
- Sarah Vaughan (1977, en concert)
- Bobby Vinton (1975, sur l'album Heart of Hearts)[58]
- Dionne Warwick (1977, en duo avec Isaac Hayes)
- Andy Williams (1975, sur l'album The Other Side of Me)

Enregristrée en espagnol:
- Hervé Vilard (1976, sur l'album Hervé Vilard '76)

### Dis-lui
Singles de Mike Brant
Qui pourra te dire
(1974) Donne un peu de toi
(1976)
Dis-lui est la version française de Feelings, interprétée par le chanteur israélien Mike Brant. La chanson est enregistrée le 15 avril 1975 sur des nouvelles paroles par l'auteur-compositeur Michel Jourdan. Elle sort en disque 45 tours en mai, quelques jours après la mort du chanteur.
Sa version obtient du succès à travers plusieurs pays, atteignant la 1re position des hit-parades français et belge. Le succès de Dis-lui est également dû au fait qu'il s'agit d'une des dernières chansons enregistrée par l'artiste avant sa mort, Mike Brant n'en écoutera jamais le disque.

#### Liste de titres
| 1. | Dis-lui                         | Michel Jourdan, Morris Albert | Loulou Gasté | 3:41 |
| 2. | L'Oiseau noir et l'oiseau blanc | Michel Jourdan                | Alain Krief  | 3:16 |

#### Classements
| Classement (1975)                       | Meilleure position |
| --------------------------------------- | ------------------ |
| Belgique (Wallonie Ultratop 50 Singles) | 1                  |
| France (CIDD)                           | 1                  |
| Israël (IBA)                            | 10                 |
| Québec (Palmarès francophone)           | 24                 |
| Turquie (Billboard)                     | 8                  |

| Classement (1975) | Position |
| ----------------- | -------- |
| France (IFOP)     | 17       |